# Nipponomontacuta actinariophila
Nipponomontacuta actinariophila is een tweekleppigensoort uit de familie van de Lasaeidae. De wetenschappelijke naam van de soort is voor het eerst geldig gepubliceerd in 1961 door Yamamoto & Habe.